# Маслов, Дмитрий Николаевич (подводник)
Дмитрий Николаевич Маслов (род. 1974 или 1975) — российский подводник, капитан 1-го ранга, начальник штаба дивизии подводных лодок Северного флота. Герой Российской Федерации (2020).

## Биография
Отец родом из Белгородской области, мать — из Ленинграда, родился Дмитрий в Таллине. После восьмилетней средней школы окончил профессиональное училище по специальности наладчик станков-манипуляторов с ЧПУ и работал на заводе.
В 1993 году в возрасте 19 лет по совету старшего товарища поступил в Высшее военно-морское училище радиоэлектроники. По окончании военного училища в 1998 году направлен для прохождения воинской службы на Северный флот. Первоначально был распределён в дивизию РПКСН, однако был по собственному рапорту переведён в 24-ю «Звериную» дивизию на многоцелевые подводные лодки. Поступил на службу в качестве инженера гидроакустической группы на К-461 «Волк» под командование А. Н. Минакова В 2008 году Д. Маслов окончил Военно-морскую академию в Санкт-Петербурге и был назначен старшим помощником командира подводной лодки К-335 «Гепард». Ориентировочно в 2016 году стал её командиром.
Всего за годы службы участвовал в пяти автономных боевых походах, за один из них был награждён медалью ордена «За заслуги перед Отечеством», а после 88-суточного похода в 2020 году был представлен к высшей военной награде. Кроме командира за тот поход различные награды получили 13 членов экипажа.
Звание Героя Российской Федерации присвоено Дмитрию Маслову в конце 2020 года указом президента Российской Федерации с формулировкой «за выполнение специальных задач, связанных с риском для жизни во время одного из дальних походов». Новость о награждении была опубликована 14 декабря на сайте Министерства обороны Российской Федерации.
По состоянию на 2021 год является начальником штаба 24-й «Звериной» дивизии подводных лодок Северного флота, всего на подводных лодках «прошёл» свыше 38 тысяч морских миль, из них более 25 тысяч в подводном положении.
Дмитрий Маслов пользуется заслуженным уважением начальников, сослуживцев и подчинённых, находится в отличной физической форме — неоднократный участник и призёр спортивных соревнований, в 2018 году в возрасте 45 лет выполнил норматив мастера спорта по зимнему офицерскому троеборью в своей возрастной группе.